# Madiama
Madiama es una comuna o municipio del círculo de Djenne de la región de Mopti, en Malí. En abril de 2009 tenía una población censada de 11 833 habitantes.
Se encuentra ubicada en el centro del país, cerca de la confluencia de los ríos Bani y Níger, a poca distancia al norte de la frontera con Burkina Faso.